# Bruno Dilley
Bruno Dilley (Gumbinnen, 29 agosto 1913 – Landsberg am Lech, 31 agosto 1968) è stato un militare e aviatore tedesco, decorato con la Croce di Cavaliere della Croce di Ferro con fronde di quercia nel corso della seconda guerra mondiale.

## Biografia
Nacque a Gumbinnen, Regno di Prussia, il 29 agosto 1913. Dopo aver conseguito il diploma di scuola media superiore ottenne il brevetto di ufficiale presso la Scuola superiore di polizia di Potsdam-Eiche. Nel 1935 transitò in servizio presso la Luftwaffe con il grado di tenente. Nell'agosto 1938 fu nominato comandante del gruppo aereo d'attacco 3./Sch.Gr.10, equipaggiato con i biplani Henschel Hs 123A-1 ed al comando dell'hauptmann Graf von Pfeil und Klein-Ellguth. Nel novembre 1938 fu nominato comandante del 3./St.G.160 e iniziò a pilotare il bombardiere in picchiata Junkers Ju 87B, insieme all'operatore di volo-mitragliere oberfeldwebel Ernst Katcher, con il quale fece coppia per tutta la seconda guerra mondiale.
In forza alla 3./St.G.1 effettuò la sua prima missione bellica nella seconda guerra mondiale alle 04:26 del 1 settembre 1939. L'obiettivo dei tre bombardieri in picchiata Ju 87B erano i punti di controllo polacchi situati presso la stazione ferroviaria di Dirschau. I piloti avevano il compito di distruggere i cavi di accensione delle cariche tesi dai polacchi da Dirschau al ponte strategicamente importante sulla Vistola, che collegava la Prussia orientale con il resto del Reich. Secondo il piano del comando tedesco, l'improvviso attacco avrebbe dovuto impedire ai polacchi di far saltare in aria il ponte nei primi minuti di guerra. Quindi un gruppo d'assalto via terra avrebbe dovuto arrivare al ponte e assumerne il controllo. Otto minuti dopo il decollo, gli Ju 87B Stuka raggiunsero Dirschau e sganciarono bombe sui loro obiettivi. La prima bomba da lui sganciata colpì i cavi elettrici che vennero danneggiati ma i genieri polacchi riuscirono a riparare rapidamente il danno e a far saltare in aria il ponte. Lui, Gerhard Grenzel e Horst Schiller divennero i primi piloti della Luftwaffe ad effettuare una missione di combattimento durante la seconda guerra mondiale. In totale durante la campagna di Polonia effettuò 24 missioni di combattimento. Dopo la capitolazione della Polonia il suo reparto venne impegnato nell'operazione Weserübung, che portò all'occupazione di Danimarca e Norvegia nell'aprile 1940. Prese parte a missioni su Oslo, Namsos, e all'attacco a Narvik e il 1 maggio 1940 il suo aereo fu gravemente danneggiato e riuscì a malapena a far ritorno alla propria base. Partecipò poi alla battaglia di Francia e quindi a quella d'Inghilterra. Il 13 agosto prese parte all'attacco ad alcune navi nel canale della Manica, ed il suo aereo fu gravemente danneggiato. Dopo essere atterrato i meccanico contarono 55 buchi di proiettile sul velivolo. Nel dicembre 1940 il suo I./StG1 fu trasferito sull'aeroporto di Trapani-Birgi in Sicilia, e nel gennaio 1941 effettuò la sua prima missione su Malta.
Il 26 marzo 1941 il suo reparto fu trasferito nei Balcani, e nell'aprile-maggio dello stesso anno partecipò all'operazione Marita. Il 7 aprile venne abbattuto sopra la Macedonia. Dopo aver effettuato un atterraggio di emergenza in territorio nemico, lui e Katcher riuscirono a raggiungere le posizioni delle truppe tedesche pochi giorni dopo, sfuggendo alla cattura.
Dal 19 maggio 1941 prestò servizio in Libia, di base sull'aeroporto di Derna. Promosso capitano, il 16 ottobre 1941 fu nominato comandante della Fliegerschule di stanza a Wertheim, un reparto da addestramento, sostituendo il maggiore Paul Werner Hozzel. Nel gennaio 1942 fu trasferito sul fronte orientale, il 12 febbraio il suo aereo fu danneggiato e dovette effettuare un atterraggio di emergenza dietro la linea del fronte nella zona di Staraja Russa. Durante il tentativo di un atterraggio di emergenza, il suo aereo si ribaltò ed egli venne estratto vivo, privo di sensi, dai rottami dell'aereo dal suo operatore radio di bordo. Solo tre giorni dopo, con un freddo gelido a -25°, raggiunsero le proprie linee nella sacca di Demjansk.
Il 4 giugno 1942, dopo 325 missioni di combattimento, fu insignito della Croce di Cavaliere della Croce di Ferro. Durante le battaglie in URSS nell'inverno 1942-1943 venne abbattuto altre tre volte, ma ritornò sempre in servizio con Kather. Dopo 600 missioni di combattimento, il 12 gennaio 1943 ricevette le fronde di quercia sulla Croce di Cavaliere della Croce di Ferro. Il 23 aprile 1943 il suo Ju-87D fu nuovamente abbattuto sulla Penisola di Kerč'. Lui e Kather si lanciarono con il paracadute, raggiungendo successivamente le truppe tedesche.
Il 1 settembre 1943, promosso maggiore, fu nominato comandante dello St.G.101. Nell'ottobre 1943 fu nominato comandante della scuola di volo di Metz, dopodiché non partecipò più direttamente alle operazioni belliche.
Dopo la fine della guerra nel 1956 rientrò in servizio nella Luftwaffe appena ricostituita. Fu comandante della Scuola di pilotaggio A a Landsberg am Lech, e poi comandante del distretto militare di Reutlingen. Congedatosi con il grado di tenente colonnello, si spense a Landsberg am Lech  il 31 agosto 1968.

### Annotazioni
1. ↑  Lui e Kather effettuarono la loro ultima missione bellica il 16 ottobre.

### Fonti
1. 1 2 3 4 5 6 7 8 9 10 11 12 13 14 15 16 17 18 19 20 21 22 23  Lexikon der Wehrmacht.
2. 1 2 3 4 5 6 7  Allaces.
3. 1 2 3 4  Traces of War.
4. 1 2 3  Brütting 1976, p. 150.
5. 1 2 3 4 5 6 7 8 9 10 11 12 13 14 15 16 17 18  Brütting 1976, p. 151.
6. 1 2 3 4 5 6  Brütting 1976, p. 152.